# Restaurant Gordon Ramsay
Il Restaurant Gordon Ramsay, noto anche come Gordon Ramsay at Royal Hospital Road, è un ristorante a tre stelle Michelin di proprietà e gestione di Gordon Ramsay, situato a Royal Hospital Road, Londra. È stato aperto nel 1998 ed è stato il primo ristorante da solista di Ramsay. Nel 2001, Gordon Ramsay è diventato il primo chef scozzese ad aver vinto tre stelle Michelin. Nel marzo 2013, il ristorante è stato riaperto a seguito di una riprogettazione in stile Art déco.

## Descrizione

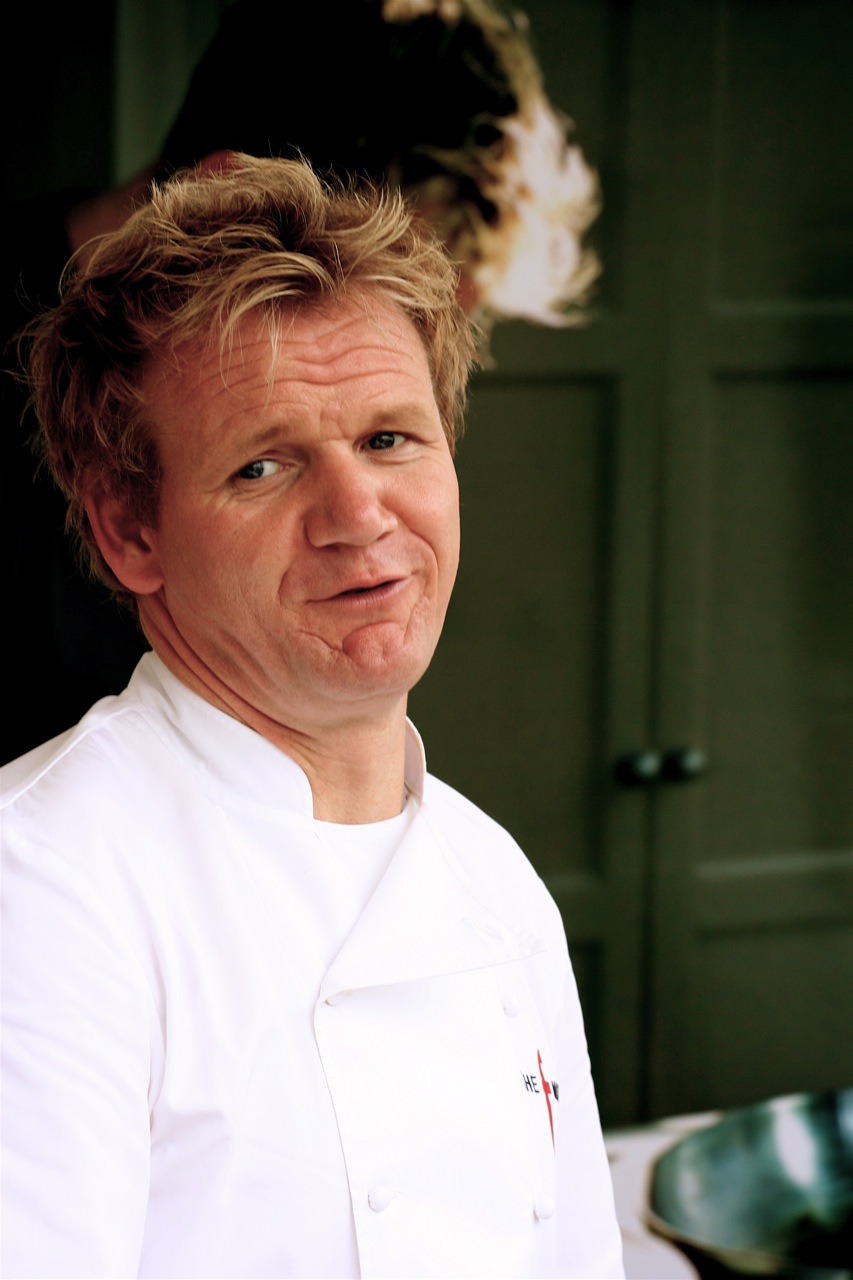
Gordon Ramsay ha aperto il ristorante come sua prima uscita solista nel 1998.

Gordon Ramsay ha aperto il ristorante Gordon Ramsay nel 1998, come suo primo ristorante da solista. La location ospitava precedentemente il ristorante stellato Michelin La Tante Claire.
Ha ottenuto la sua terza stella Michelin nel 2001. Nel settembre 2006 è stata completata una ristrutturazione da £ 1,5 milioni.
Nel 2015, Matt Abé è stato nominato Chef de Cuisine e continua a guidare la squadra.

## Ricezione
Nel 2002, Giles Coren ha visitato il ristorante Gordon Ramsay a pranzo mentre scriveva per il Times Online. Scoprì che il pasto aveva i suoi aspetti positivi e negativi, dicendo:
"Forse il miglior ristorante in Gran Bretagna può solo deludere. Forse se voglio la magia dovrei aspettare che Paul Daniels apra un ristorante".
Tuttavia, diede decine di nove per l'esecuzione, otto per il servizio e sette per "formicolio strabiliante".  Terry Durack di The Independent ha recensito il ristorante nel 2009, descrivendo il cibo fornito come "cucina classica; sofisticato, curato e inedito". Complessivamente ha assegnato al Restaurant Gordon Ramsay un punteggio di sedici su venti.
Nel 2009, il ristorante abbandonò per la prima volta i 50 migliori ristoranti di The S.Pellegrino World e non riuscì a raggiungere la top 100. L'edizione 2011 della guida del ristorante di Harden elenca il ristorante Gordon Ramsay al diciassettesimo posto a Londra nella classifica "più citata", in calo rispetto al nono posto dell'anno precedente. Ha anche classificato il ristorante in uno dei primi due posti nella categoria "cucina più deludente". Harden's aveva precedentemente elencato il ristorante come il più caro nel Regno Unito. Tuttavia, The Good Food Guide elenca il ristorante Gordon Ramsay come il secondo migliore del paese, migliorato solo da The Fat Duck a Bray, Berkshire, ed è stato descritto come "la cosa più vicina a un'esperienza di ristorazione di classe mondiale attualmente offerta nella capitale ".